# Prva Crnogorska Liga 2010/11
Die Prva Crnogorska Liga 2010/11 war die fünfte Spielzeit der höchsten montenegrinischen Fußballliga. Die Saison begann am 14. August 2010 und endete am 28. Mai 2011 mit der 33. und letzten Runde.
Meister wurde zum zweiten Mal FK Mogren Budva punktgleich mit dem FK Budućnost Podgorica. Vorjahresmeister und -pokalsieger FK Rudar Pljevlja wurde Dritter.

## Modus
Die zwölf Mannschaften traten in je drei Runden gegeneinander an, sodass 33 Spieltage zu absolvieren waren. Die Teams, die nach 22 Spielen die ersten sechs Plätze belegten, hatten zusätzlich sechs Heimspiele, die Teams auf den unteren sechs Plätzen noch fünf Heimspiele. Der Tabellenletzte stieg in die Druga Crnogorska Liga ab. Die Teams auf den Plätzen zehn und elf spielten in der Relegation um den Klassenerhalt.
Der in der Vorsaison letztplatzierte FK KOM Podgorica war, nachdem er der Liga seit ihrer Gründung angehört hatte, in die zweithöchste Liga abgestiegen. Nach den Relegationsspielen war auch der FK Berane abgestiegen. Die beiden Clubs wurden durch den Zweitligameister FK Mladost Podgorica sowie durch den OFK Bar, der die Relegationsspiele gegen den FK Berane gewonnen hatte, ersetzt.

## Vereine
| Verein                 | Stadt      | Stadion                  | Kapazität |
| ---------------------- | ---------- | ------------------------ | --------- |
| OFK Bar                | Bar        | Topolica-Stadion         | 06.000    |
| FK Mornar Bar          | Bar        | Topolica-Stadion         | 06.000    |
| FK Budućnost Podgorica | Podgorica  | Pod Goricom              | 17.000    |
| FK Dečić Tuzi          | Tuzi       | Stadion Tuško Polje      | 01.000    |
| FK Grbalj Radanovići   | Radanovići | Stadion u Radanovićima   | 01.500    |
| FK Lovćen Cetinje      | Cetinje    | Stadion Obilića Poljana  | 05.000    |
| FK Mladost Podgorica   | Podgorica  | Stadion Cvijetni Brijeg  | 01.500    |
| FK Mogren Budva        | Budva      | Stadion Lugovi           | 04.000    |
| OFK Petrovac           | Petrovac   | Stadion Pod Malim Brdom  | 01.000    |
| FK Rudar Pljevlja      | Pljevlja   | Gradski stadion Pljevlja | 10.000    |
| FK Sutjeska Nikšić     | Nikšić     | Stadion kraj Bistrice    | 10.800    |
| FK Zeta Golubovci      | Golubovci  | Stadion Trešnjica        | 07.000    |

## Abschlusstabelle
| Pl. | Verein                   | Sp. | S  | U  | N  | Tore    | Diff. | Punkte |
| --- | ------------------------ | --- | -- | -- | -- | ------- | ----- | ------ |
| 1.  | FK Mogren Budva          | 33  | 22 | 7  | 4  | 060:240 | +36   | 73     |
| 2.  | FK Budućnost Podgorica   | 33  | 22 | 7  | 4  | 058:290 | +29   | 73     |
| 3.  | FK Rudar Pljevlja (M, P) | 33  | 16 | 7  | 10 | 044:290 | +15   | 55     |
| 4.  | FK Zeta Golubovci        | 33  | 12 | 13 | 8  | 036:290 | +7    | 49     |
| 5.  | FK Mladost Podgorica (N) | 33  | 10 | 11 | 12 | 036:350 | +1    | 41     |
| 6.  | FK Dečić Tuzi            | 33  | 10 | 9  | 14 | 024:330 | −9    | 39     |
| 7.  | FK Grbalj Radanovići     | 33  | 10 | 8  | 15 | 030:350 | −5    | 38     |
| 8.  | FK Lovćen Cetinje        | 33  | 9  | 10 | 14 | 029:360 | −7    | 37     |
| 9.  | OFK Petrovac             | 33  | 8  | 11 | 14 | 026:380 | −12   | 35     |
| 10. | FK Mornar Bar (R)        | 33  | 9  | 7  | 17 | 025:450 | −20   | 34     |
| 11. | FK Sutjeska Nikšić       | 33  | 9  | 7  | 17 | 032:540 | −22   | 34     |
| 12. | OFK Bar (N)              | 33  | 7  | 11 | 15 | 030:430 | −13   | 32     |

Platzierungskriterien: 1. Punkte – 2. Tordifferenz – 3. geschossene Tore

| (M) | amtierender montenegrinischer Meister     |
| (P) | amtierender montenegrinischer Pokalsieger |
| (N) | Aufsteiger der letzten Saison             |
| (R) | Sieger der Relegation                     |

## Kreuztabelle
| Hinrunde (Runden 1–22) | Hinrunde (Runden 1–22) | Hinrunde (Runden 1–22) | Hinrunde (Runden 1–22) | Hinrunde (Runden 1–22) | Hinrunde (Runden 1–22) | Hinrunde (Runden 1–22) | Hinrunde (Runden 1–22) | Hinrunde (Runden 1–22) | Hinrunde (Runden 1–22) | Hinrunde (Runden 1–22) | Hinrunde (Runden 1–22) | 2010/11                | Rückrunde (Runden 23–33) | Rückrunde (Runden 23–33) | Rückrunde (Runden 23–33) | Rückrunde (Runden 23–33) | Rückrunde (Runden 23–33) | Rückrunde (Runden 23–33) | Rückrunde (Runden 23–33) | Rückrunde (Runden 23–33) | Rückrunde (Runden 23–33) | Rückrunde (Runden 23–33) | Rückrunde (Runden 23–33) | Rückrunde (Runden 23–33) |
| ---------------------- | ---------------------- | ---------------------- | ---------------------- | ---------------------- | ---------------------- | ---------------------- | ---------------------- | ---------------------- | ---------------------- | ---------------------- | ---------------------- | ---------------------- | ------------------------ | ------------------------ | ------------------------ | ------------------------ | ------------------------ | ------------------------ | ------------------------ | ------------------------ | ------------------------ | ------------------------ | ------------------------ | ------------------------ |
| OFK Bar                | FK Budućnost Podgorica | FK Dečić Tuzi          | FK Grbalj Radanovići   | FK Lovćen Cetinje      | FK Mladost Podgorica   | FK Mogren Budva        |                        |                        | FK Rudar Pljevlja      | FK Sutjeska Nikšić     |                        | Verein                 | OFK Bar                  | FK Budućnost Podgorica   | FK Dečić Tuzi            | FK Grbalj Radanovići     | FK Lovćen Cetinje        | FK Mladost Podgorica     | FK Mogren Budva          |                          |                          | FK Rudar Pljevlja        | FK Sutjeska Nikšić       |                          |
|                        | 0:0                    | 0:0                    | 1:0                    | 2:5                    | 1:2                    | 2:4                    | 1:0                    | 1:1                    | 0:2                    | 2:0                    | 0:0                    | OFK Bar                |                          | –                        | 1:2                      | 3:0                      | 0:0                      | –                        | –                        | –                        | –                        | –                        | 0:1                      | 3:3                      |
| 1:0                    |                        | 2:2                    | 2:1                    | 2:0                    | 3:3                    | 1:2                    | 3:1                    | 4:3                    | 0:1                    | 2:1                    | 0:0                    | FK Budućnost Podgorica | –                        |                          | –                        | –                        | 1:0                      | 2:0                      | –                        | 3:2                      | 1:1                      | 2:1                      | 3:0                      | –                        |
| 1:1                    | 0:2                    |                        | 2:0                    | 1:0                    | 1:0                    | 0:1                    | 2:0                    | 2:0                    | 1:0                    | 1:0                    | 0:0                    | FK Dečić Tuzi          | –                        | 0:0                      |                          | –                        | 2:0                      | –                        | –                        | 0:1                      | 0:2                      | –                        | 1:1                      | 3:0                      |
| 3:0                    | 1:3                    | 2:2                    |                        | 0:0                    | 0:1                    | 0:1                    | 1:0                    | 1:2                    | 0:1                    | 0:0                    | 1:1                    | FK Grbalj Radanovići   | –                        | 1:0                      | 0:2                      |                          | 1:0                      | –                        | –                        | –                        | –                        | –                        | 5:0                      | 1:1                      |
| 0:1                    | 1:3                    | 1:0                    | 1:0                    |                        | 0:0                    | 0:1                    | 2:2                    | 0:0                    | 1:0                    | 1:1                    | 0:2                    | FK Lovćen Cetinje      | 1:0                      | –                        | –                        | –                        |                          | 2:2                      | 0:1                      | –                        | 3:2                      | 2:2                      | –                        | –                        |
| 1:0                    | 0:2                    | 0:0                    | 1:2                    | 1:1                    |                        | 2:2                    | 1:0                    | 1:1                    | 2:0                    | 5:1                    | 2:0                    | FK Mladost Podgorica   | 3:1                      | –                        | 1:0                      | 3:1                      | –                        |                          | 1:1                      | 0:1                      | –                        | 1:3                      | –                        | –                        |
| 3:1                    | 2:0                    | 5:0                    | 0:0                    | 0:0                    | 1:0                    |                        | 2:0                    | 3:1                    | 1:0                    | 4:1                    | 0:0                    | FK Mogren Budva        | 1:2                      | 1:2                      | 4:1                      | 2:0                      | –                        | –                        |                          | 2:0                      | –                        | –                        | –                        | 2:0                      |
| 1:0                    | 1:2                    | 1:0                    | 0:0                    | 2:1                    | 0:0                    | 0:5                    |                        | 2:1                    | 0:1                    | 2:1                    | 0:0                    | FK Mornar Bar          | 1:1                      | –                        | –                        | 2:0                      | 0:1                      | –                        | –                        |                          | 1:0                      | –                        | 3:1                      | –                        |
| 0:3                    | 0:2                    | 2:0                    | 0:1                    | 1:0                    | 0:0                    | 0:0                    | 1:1                    |                        | 0:2                    | 1:0                    | 2:0                    | OFK Petrovac           | 0:0                      | –                        | –                        | 1:2                      | –                        | 0:0                      | 1:1                      | –                        |                          | 0:1                      | –                        | –                        |
| 0:0                    | 0:2                    | 1:0                    | 0:1                    | 1:1                    | 2:1                    | 4:0                    | 2:1                    | 3:0                    |                        | 3:0                    | 2:1                    | FK Rudar Pljevlja      | 2:2                      | –                        | 2:0                      | 4:3                      | –                        | –                        | 0:1                      | 1:1                      | –                        |                          | –                        | 2:2                      |
| 3:1                    | 1:2                    | 2:1                    | 1:2                    | 1:2                    | 2:1                    | 1:4                    | 2:0                    | 1:1                    | 0:0                    |                        | 1:1                    | FK Sutjeska Nikšić     | –                        | –                        | –                        | –                        | 0:2                      | 2:0                      | 3:1                      | –                        | 2:0                      | 2:1                      |                          | –                        |
| 2:0                    | 0:2                    | 0:0                    | 1:0                    | 2:0                    | 2:1                    | 1:2                    | 4:0                    | 1:0                    | 1:0                    | 3:1                    |                        | FK Zeta Golubovci      | –                        | 2:2                      | –                        | –                        | 2:1                      | 1:0                      | –                        | 3:0                      | 0:1                      | –                        | 0:0                      |                          |

## Relegationsspiele
Die nach Ablauf der regulären Saison zehnt- und elftplatzierten Teams spielten in einem Hin- und Rückspiel gegen die dritt- bzw. zweitplatzierten Teams der zweiten Liga um den Klassenerhalt. Die Hinspiele fanden am 1., die Rückspiele am 5. Juni statt. Während der FK Mornar Bar unterlag und absteigen musste, nutzte der FK Sutjeska Nikšić seine Chance und konnte die Klasse halten.
|                           | Gesamt    |                    | Hinspiel | Rückspiel |
| ------------------------- | --------- | ------------------ | -------- | --------- |
| FK Jedinstvo Bijelo Polje | 0:1       | FK Sutjeska Nikšić | 0:0      | 0:1       |
| FK Mornar Bar             | (a)1:1(a) | FK Berane          | 1:1      | 0:0       |

## Torschützenliste
| Platz | Name               | Verein    | Tore |
| ----- | ------------------ | --------- | ---- |
| 1     | Ivan Vuković       | Budućnost | 20   |
| 2     | Žarko Korać        | Zeta      | 19   |
| 3     | Božo Marković      | Sutjeska  | 16   |
| 4     | Ivica Jovanović    | Rudar     | 13   |
| 5     | Vladimir Gluščević | Mogren    | 11   |
| 5     | Ivan Jablan        | Lovćen    | 11   |
| 7     | Ivan Matić         | Mogren    | 9    |
| 8     | Milan Đurišić      | Mladost   | 8    |
| 8     | Marko Ćetković     | Mogren    | 8    |
| 8     | Dragan Bošković    | Budućnost | 8    |